# Piasa

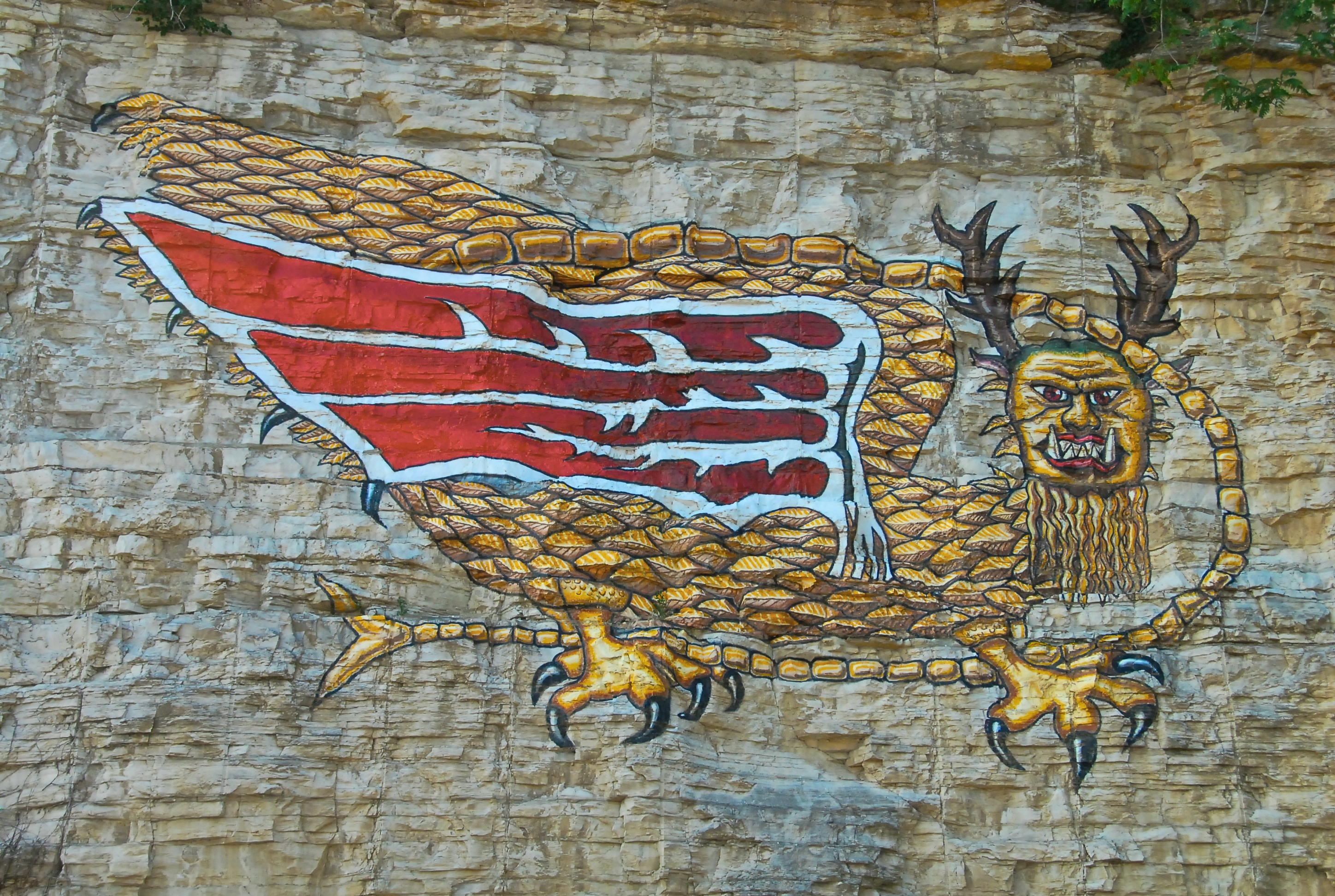
Pittura parietale raffigurante un piasa

Il piasa è una creatura leggendaria dipinta dai nativi americani su una parete di una collina presso il fiume Mississippi.
La creatura ha capo umano con corna da cervo e barba, ali da pipistrello, arti d'aquila e coda terminante con una pinna. La sua fisionomia assomiglia a quella del dragone, con il quale condivide molte caratteristiche. 
La pittura originale, ora andata perduta, fu scoperta nel 1673 dal sacerdote Jacques Marquette, che la descrisse per primo.